# Adriana Adam
Adriana Adam, née Ailincă le 11 avril 1999 à Văleni, est une rameuse roumaine. Elle est championne du monde et olympique du huit.

## Carrière
Lors des Jeux olympiques d'été de 2024, elle fait partie de l'équipage roumain de huit qui remporte le titre olympique.